# Ballokume

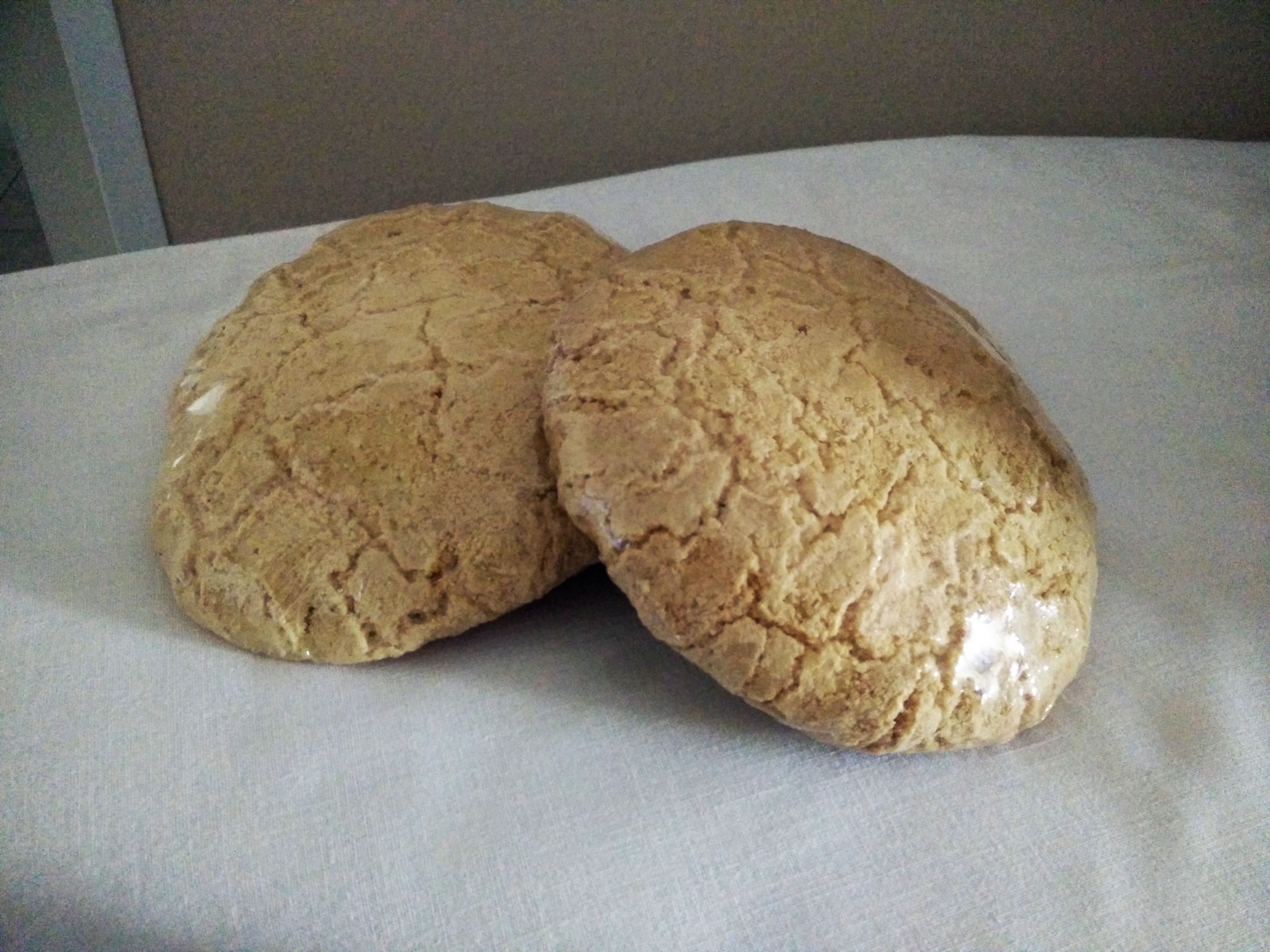
Ballokume

Ballokume (Ballokumja) este o prăjitură tradițională albaneză ce își are originile în Elbasan. Aceasta este specific mâncată de Dita e Verës (Ziua Verii, 14 Martie).

## Ingrediente[2]
- 500 gr zahăr alb
- 500 gr unt
- 1 kg făină de porumb
- 50 gr făină de grâu
- 8 albușuri de ou
- 200-250 ml lapte de vacă

Se folosește un recipient mare pentru preparare.

## Modalitate de preparare[2]
- În recipient adăugați untul și zahărul și se amestecă până când compoziția este omogenă (Este de preferat ca acest procedeu să fie făcut de mână, nu cu ajutorul unei ustensile).
- Pe măsură ce se amestecă, se adaugă pe rând câte un albuș.
- Se incorporează laptele.
- Se adaugă făina încetul cu încetul, astfel încât se evită formarea cocoloașelor.
- Se lasă aluatul rezultat 15 minute.

## Modalitate de coacere[2]
Se pune în formele dorite pe o tavă de copt și se lasă la cuptor timp de 20 de minute la 180°C sau până se formează o crustă subțire. După scoatere se lasă la răcit, apoi fiind gata de servire.